# Шермонт, Жуан Педро
Жуан Педро Шермонт Крема (порт.-браз. João Pedro Chermont Crema; родился 18 января 2006, Бауру) — бразильский футболист, правый защитник клуба «Сантос».

## Клубная карьера
Воспитанник футбольной академии клуба «Сантос», за которую выступал с 2018 года. В ноябре 2022 года подписал свой первый профессиональный контракт с клубом. 9 марта 2024 года дебютировал в основном составе клуба в матче Чемпионата Паулиста против клуба «Интернасьонал Лимейра». 26 апреля 2024 года забил свой первый гол за «Сантос» в матче Серии B против клуба «Аваи».

## Карьера в сборной
В 2023 году в составе сборной Бразилии до 17 лет сыграл на чемпионате Южной Америки для игроков до 17 лет, на котором бразильцы стали чемпионами.

## Достижения

### Командные достижения
Сборная Бразилии (до 17 лет)
- Победитель чемпионата Южной Америки (до 17 лет): 2023